# Arne Nyberg (fotbollsspelare)
Arne Gustav Julius Nyberg, född 20 juni 1913 i Säffle församling i Värmlands län, död 12 augusti 1970 i Lundby församling i Göteborg, var en svensk fotbollsspelare som två gånger blev svensk mästare med IFK Göteborg och spelade VM-fotboll för Sverige 1938 när man slutade på en fjärdeplats.

## Karriär
Efter att ha startat sin karriär i SK Sifhälla gick Nyberg år 1932 till IFK Göteborg där han sedan två gånger blev svensk mästare. Han spelade för IFK till slutet på karriären och jobbade sedan inom klubben även efter att han slutat spela. Hans son Ralf Nyberg spelade också för IFK Göteborg.
Arne Nyberg dog 1970, 57 år gammal.

## Meriter

### I landslag
Sverige
- Uttagen till VM (1): 1938
- 31 landskamper, 18 mål

### I klubblag
IFK Göteborg
- Svensk mästare (2): 1934/35, 1941/42

#### Individuellt
- Mottagare av Stora grabbars märke, 1938

### Webbsidor
- Svenska landslagsmän 1908-2015
- Stora grabbar i svensk fotboll